# Frank Trautmann

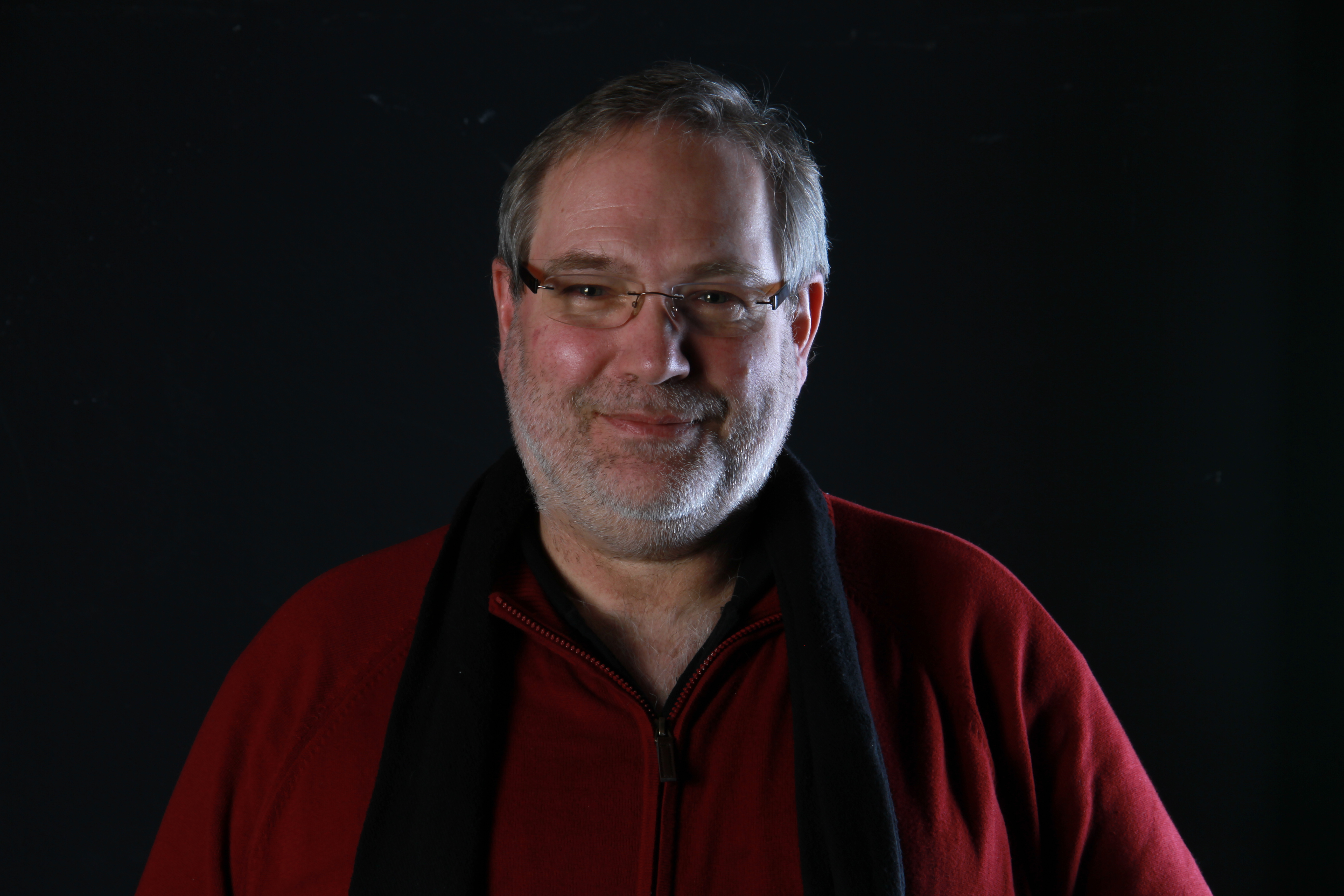
Frank Trautmann auf der Jahreshauptversammlung des Bundesverbandes Kinematografie, Hamburg 2015

Frank Trautmann (* 26. November 1960) ist ein deutscher Kameramann.

## Leben und Wirken
Frank Trautmann ist Sohn des Schauspielers und Regisseurs Lothar Trautmann. Nach dem Abitur im Jahr 1979 auf der Schadow-Oberschule in Berlin-Zehlendorf absolvierte Trautmann eine Fotografen-Lehre beim Berliner Lette-Verein. Im Anschluss begann er im Jahr 1981 beim Saarländischen Rundfunk eine Weiterbildung zum Kameraassistenten. Es folgten mehrere Jahre als freier oder festangestellter Kameramann (z. B. bei RTL plus und Telefilm Saar). Seit 1989 ist er bei Sat1 (später bei ProSiebenSat1, Fernsehwerft Produktion Berlin) als Chef-Kameramann tätig.
Beim dokumentarischen Film Spiel im Dasein, der im Jahr 1986 als offizieller Festivalfilm beim Max-Ophüls-Preis lief und über die Rückkehr Max Ophüls erzählt, war er neben Kamera auch für das Drehbuch und als Co-Produzent verantwortlich.
Seit 1996 lehrt er an der Freien Universität Berlin Bilddramaturgie und ist seit 2011 im Berliner IHK-Prüfungsausschuss für die Lehre als „Mediengestalter Bild und Ton“.
Es ist Leiter der Jury des Deutschen Regional Filmpreises und seit 2012 1. Vorsitzender des Bundesverbandes der Fernsehkameraleute (BVFK).
Von Februar 2015 bis März 2017 war er im Vorstand der Bundesvereinigung Die Filmschaffenden.